# Jakob Amsler-Laffon
Jakob Amsler-Laffon (Stalden, 1823 – Sciaffusa, 1912) è stato un matematico svizzero.

## Biografia
Jakob Amsler-Laffon era figlio di Jakob Amsler-Amsler (1779–1869). Dopo essersi dedicato a studi sull'elasticità inventò nel 1854 il planimetro polare.
Insegnante di matematica a Sciaffusa dal 1852 al 1859, fondò un'industria specializzata nella meccanica di precisione alla quale, lasciato l'insegnamento, dedicò ogni sua attività, tanto da farla diventare una delle più rilevanti nel campo degli strumenti di misura e per la prova dei materiali.
Terminate le scuole superiori nel 1843, si iscrisse ai corsi di Teologia prima presso l'Università di Jena e poi in quella di Königsberg. In quest'ultima sede incontrò Franz Neumann che lo indusse ad orientare i suoi studi verso la matematica e la fisica.  Tra i suoi compagni di corso a Königsberg c'erano Gustav Robert Kirchhoff e Siegfried Heinrich Aronhold. Nel 1848, Amsler ottenne il dottorato e ritornò in  Svizzera. Nel 1851 divenne Privatdozent presso l'Università di Zurigo e, dopo qualche mese,  accettò un incarico per l'insegnamento della matematica nel Ginnasio di Sciaffusa. Nel 1854 si sposò con Elise Laffon (1830–1899). Dal matrimonio nacquero tre figli e due figlie. Anche il figlio più anziano, Alfred Amsler (1857–1940) divenne un discreto matematico e ingegnere. Dal 1885 fino al 1905, padre e figlio collaborarono strettamente nella gestione dell'azienda famigliare, sia da un punto di vista amministrativo che progettuale, tanto che è difficile attribuire a l'uno o all'altro molte delle idee, invenzioni o produzioni di questo periodo. In seguito, Alfred rilevò dal padre la proprietà e la direzione dell'azienda.
La sua fama resta legata all'invenzione del planimetro polare, detto comunemente planimetro Amsler, di cui fu a lungo l'unico produttore. Questo strumento ebbe amplissima diffusione e, dopo la scadenza del brevetto originale, venne prodotto da quasi tutte le ditte di strumenti di precisione. Ancora oggi, è uno dei pochissimi strumenti meccanici di calcolo ancora in commercio.

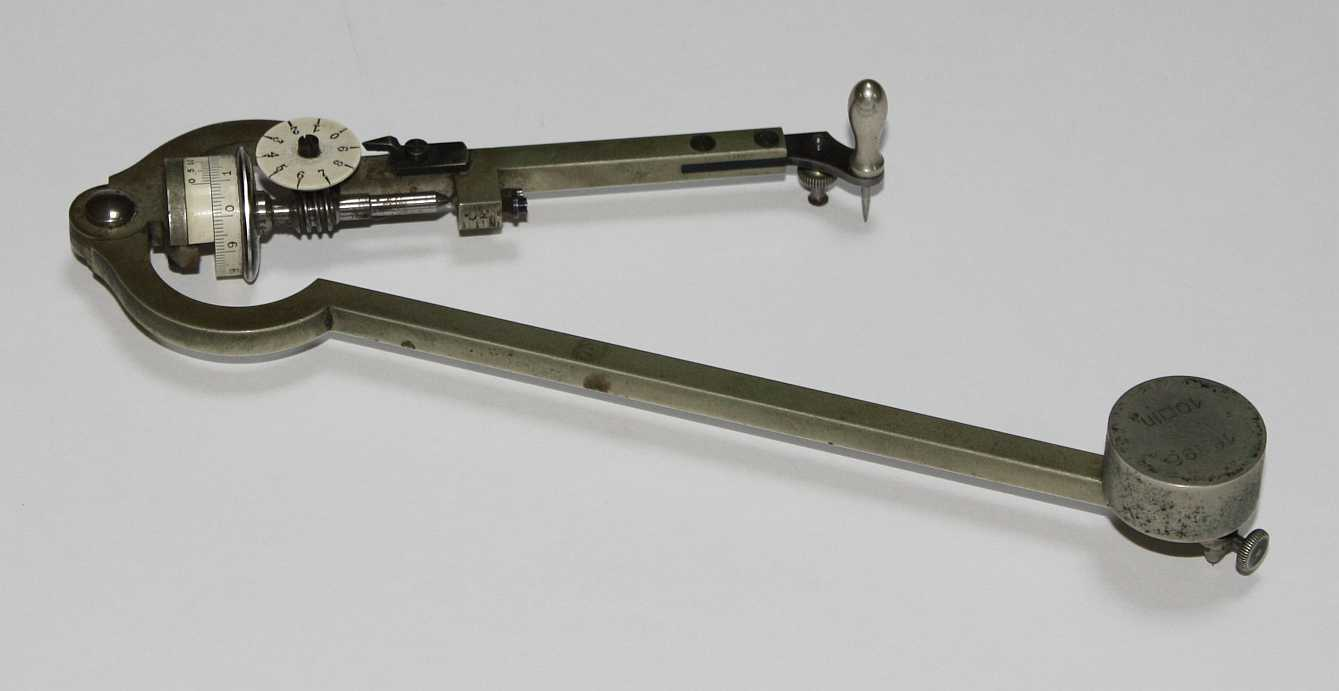
Planimetro Amsler tipo 2
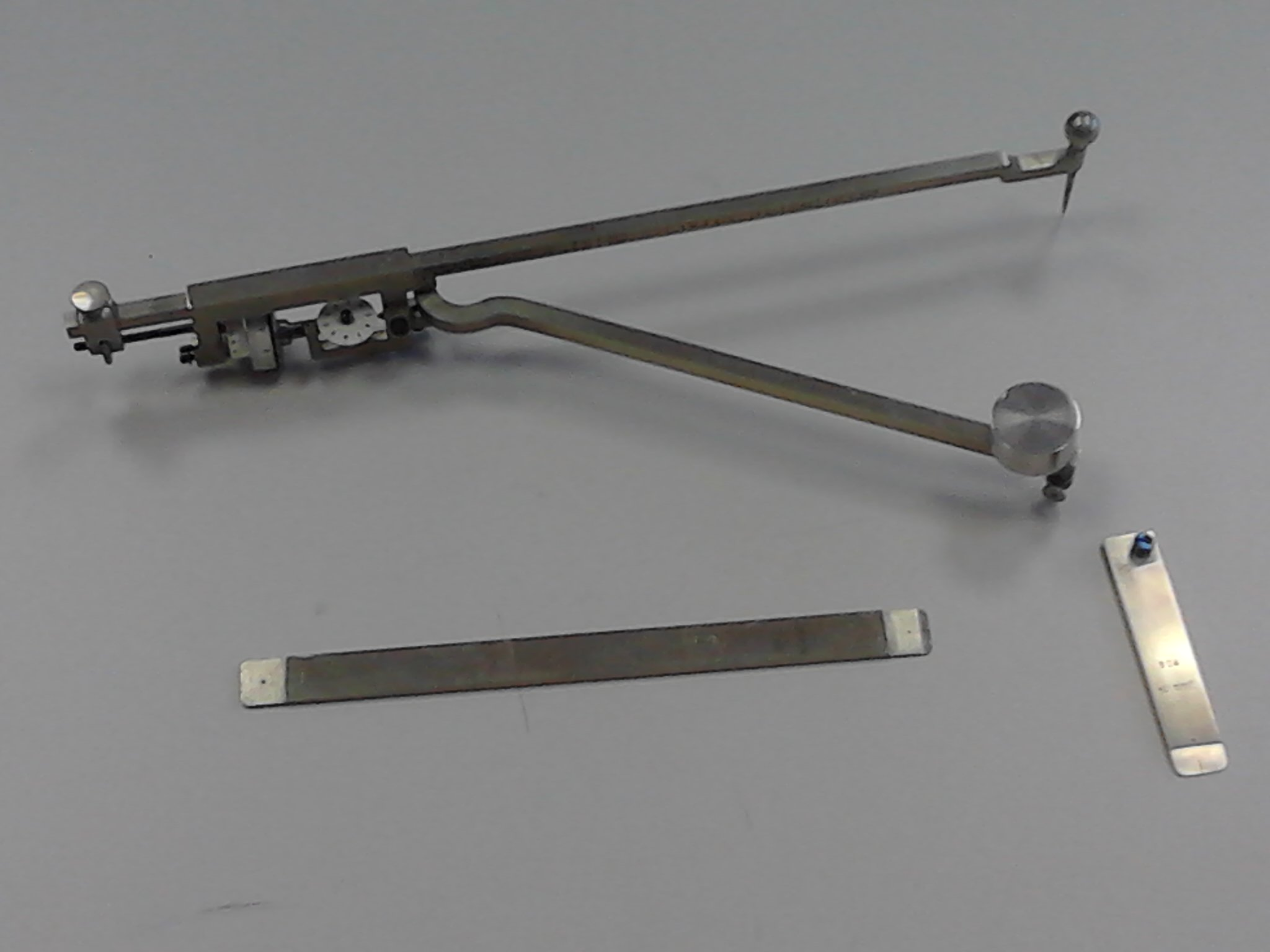
Planimetro Amsler tipo 4
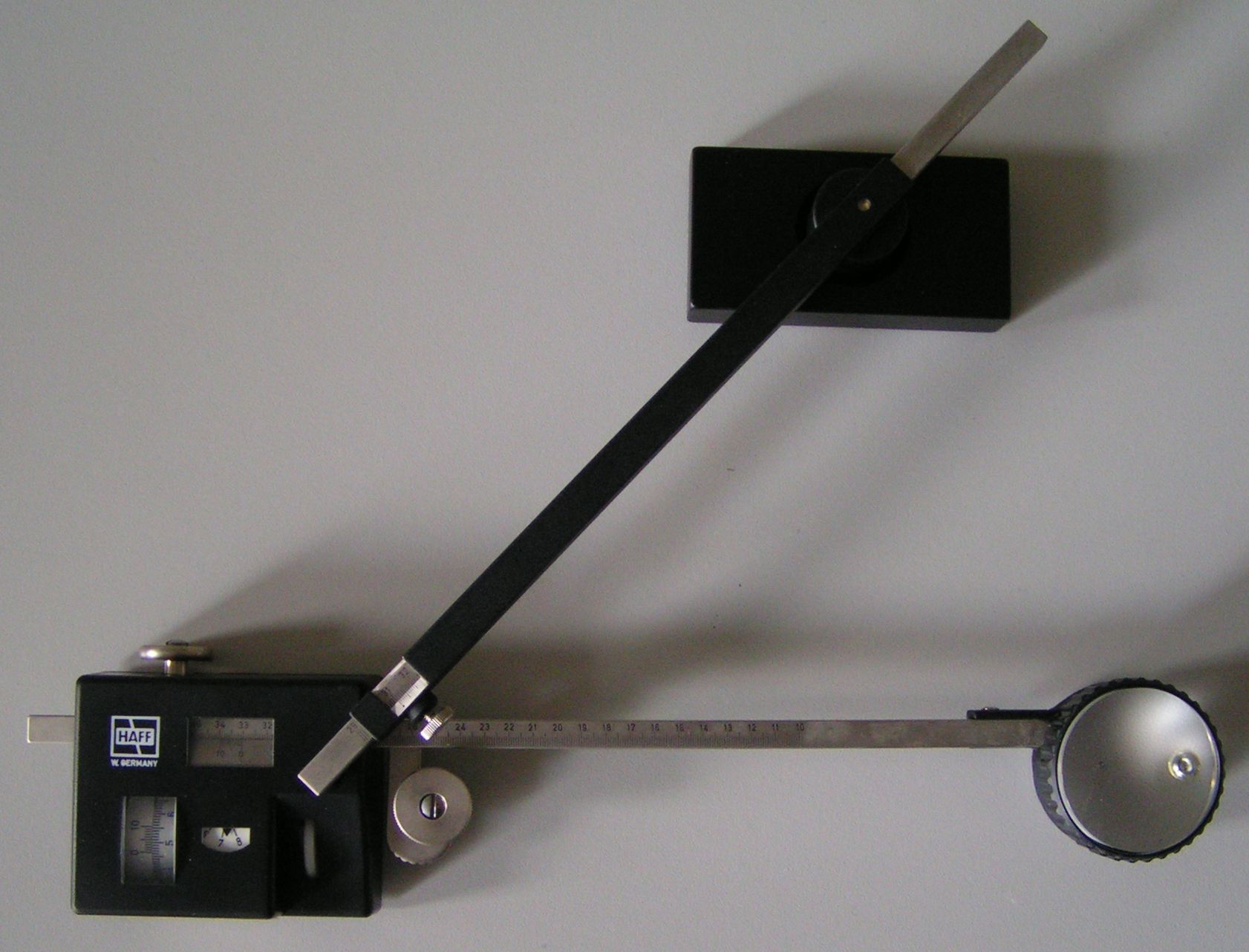
Planimetro "moderno"

## Pubblicazioni
- Registrazione francese del brevetto per il planimetro polare, su bases-brevets19e.inpi.fr.
- Jakob Amsler, Über die mechanische Bestimmung des Flächeninhaltes, der statischen Momente und der Trägheitsmomente ebener Figuren, Sciaffusa, 1856.
- Jakob Amsler, Anwendung des Integrators (Momentenplanimeters) zur Berechnung des Auf- und Abtrages bei Anlage von Eisenbahnen, Strassen und Kanälen, Zurigo, 1875.
- Jakob Amsler, Moulinet hydrométrique avec compteur et signal électrique, Sciaffusa, non datato.
- J. Amsler-Laffon & Sohn, Catalog der Materialprüfmaschinen, Sciaffusa, 1903.